# Війна Судного дня
Війна Судного дня (івр. מלחמת יום הכיפורים, Мільхемет Йом га-кіпурім, або івр. מלחמת יום כיפור Мільхемет Йом кіпур; араб. حرب تشرين Харб тішрін «Жовтнева війна», або араб. حرب رمضان Харб Рамдан «Війна Рамадану») — збройний конфлікт між Ізраїлем з одного боку і Єгиптом та Сирією з іншого. Була розпочата 6 жовтня 1973 року арабськими країнами, закінчилася за 18 діб.
Війна почалася з неочікуваної для ізраїльтян атаки єгипетських та сирійських військ під час єврейського свята Йом-Кіпур. Армії перетнули лінії припинення вогню на Синайському півострові та Голанських висотах і розпочали наступ углиб території Ізраїлю.
Перші 24—48 годин операції успіх був на стороні єгиптян і сирійців, але після цього ізраїльські війська, терміново доукомплектовані резервістами, перехопили стратегічну ініціативу. Наприкінці другого тижня війни ізраїльтяни повністю витіснили сирійців з Голанських висот, а на синайському фронті вони «вдарили в стик» двох єгипетських армій, форсували Суецький канал (стару лінію припинення вогню) і відрізали 3-ю єгипетську армію від її тилів. Незабаром була оголошена резолюція ООН про припинення вогню.
Конфлікт мав значні наслідки для багатьох держав, особливо Близького Сходу. Ця війна багато в чому посприяла підписанню Кемп-Девідських угод в 1977 році.
Війну готували довго і ретельно. Окрім суто військових дій проти Ізраїлю, вона включала застосування економічного і політичного впливу на союзників Ізраїлю в Європі й Америці. Країни-члени ОПЕК запровадили ембарго на продаж нафти країнам Західної Європи та США, а також підвищили ціну на сиру нафту в три рази. 28 країн Африки розірвали дипломатичні відносини з Ізраїлем.

## Назва
Конфлікт дістав назву за першим днем свого початку: 6 жовтня 1973 євреї відзначали свято Йом-Кіпур, що в перекладі з івриту означає «Судний день».

## Передумови
Війна стала продовженням арабо-ізраїльського конфлікту — багаторічної ворожнечі, що стала причиною багатьох битв і воєн, починаючи з 1948 року. Під час Шестиденної війни в 1967 році Ізраїль захопив Синайський півострів аж до Суецького каналу, що став, таким чином, зоною припинення вогню, і приблизно половину Голанських висот, які раніше цілком належали Сирії.
У перші повоєнні роки Ізраїль побудував лінії укріплень на Голанських висотах і Синайському півострові. На будівництво потужної лінії укріплень на Синаї, що отримала назву «лінія Бар-Лева» на честь генерала Хаїма Бар Лева, в 1971 році Ізраїль витратив 500 мільйонів доларів.
І Єгипет, і Сирія хотіли повернення земель, втрачених у Шестиденній війні. Однак на Хартумському арабському саміті було прийнято рішення, що дістало назву «трьох „НІ“»: ніякого миру, ні визнанню Ізраїлю та ні переговорам з ним.
У вересні 1970 року єгипетський Президент Гамаль Абдель Насер помер, його наступник Анвар Садат вирішив воювати з Ізраїлем і повернути землі, втрачені в 1967 році.

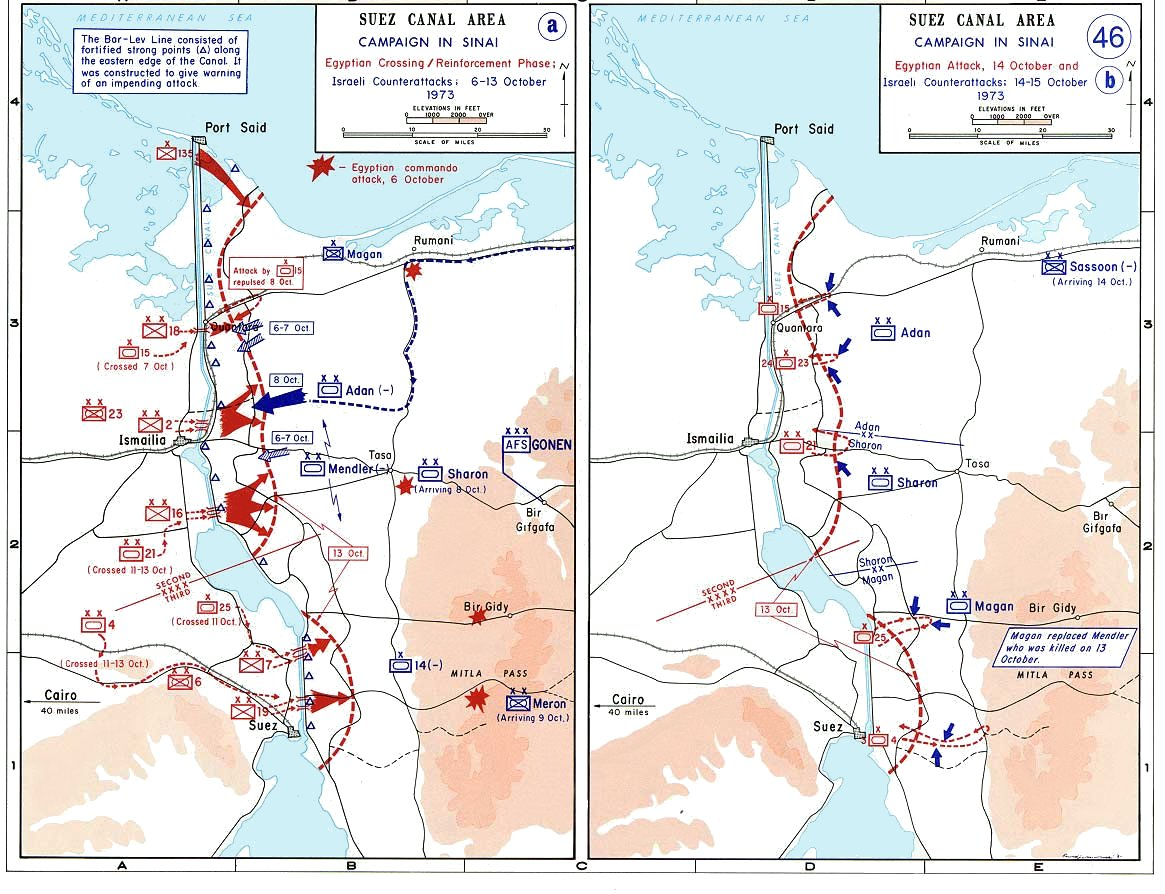
Бойові дії на Синайському фронті з 6 по 15 жовтня

## Військові дії

### Синайський фронт
Після швидкого перетину Суецького каналу і прориву укріпленої лінії Бар-Лева єгипетські війська не просувалися вперед занадто далеко, щоб не вийти із зони дії ракетних батарей ППО, які залишилися по той бік каналу, і не залишитися, таким чином, беззахисними перед ізраїльськими ВПС. Єгиптяни пам'ятали, що в Шестиденну війну ВПС Ізраїлю буквально розгромили неприкриті з повітря арабські армії, і не хотіли повторення того ж сценарію. Саме тому після 1967 Єгипет і Сирія почали масову установку придбаних в Радянському Союзі зенітних батарей ППО на територіях, прилеглих до лінії припинення вогню. Повною несподіванкою для ізраїльських ВПС стала наявність великої кількості батарей ЗРК «Куб». Проти цих нових установок ізраїльські ВПС були фактично безсилі, оскільки їхні літаки не мали жодних засобів для боротьби з цим видом ППО.
Щоб відбити очікувану ізраїльську контратаку, єгиптяни оснастили першу хвилю своїх військ безпрецедентною кількістю переносних протитанкових установок: ручних протитанкових гранатометів і більш досконалих ПТКР Малютка, які пізніше добре зарекомендували себе у відбитті ізраїльських танкових контратак. Кожен третій єгипетський солдат ніс на собі один з протитанкових засобів. Історик і журналіст Авраам Рабинович пише: «Ніколи раніше протитанкові засоби не використовувалися в бою настільки інтенсивно». Вогневі позиції на єгипетській стороні також були перебудовані: їх зробили вдвічі вище ізраїльських позицій на протилежному березі каналу. Це дало єгиптянам важливу перевагу: з нових позицій було дуже зручно вести вогонь по позиціях ізраїльтян. Масштаб і ефективність єгипетської стратегії розміщення протитанкових засобів у поєднанні з неможливістю ізраїльських ВПС здійснювати прикриття своїх військ (через батарей ППО), стали причиною важких втрат, яких зазнала армія Ізраїлю на Синайському фронті в перші дні війни.
Єгипетська армія також доклала великих зусиль для швидкого та ефективного прориву ізраїльської оборонної смуги. На своєму березі каналу ізраїльтяни побудували вісімнадцятиметрові загородження, зроблені здебільшого з піску. Спочатку для подолання такого роду перешкод єгиптяни користувалися вибухівкою, поки один з молодих офіцерів не запропонував використовувати для цієї мети потужні водомети. Ідея сподобалася командуванню, і в Німеччині було куплено кілька потужних водометів. Єгипетські війська використовували ці водомети при перетині Суецького каналу, і використовували їх дуже успішно: водомети швидко розмили загородження.
Першим етапом форсування Суецького каналу було блокування випускних отворів трубопроводів, що вели до підземних резервуарів з горючою рідиною.

#### 6 жовтня
- 14:00 у повітря піднято 200 літаків. Артилерія розпочала навісний вогонь по мінних полях і дротяних загородженнях.
- 14:05 перші хвилі єгипетської піхоти розпочали переправу через канал. Розвід-групи інженерних військ переконуються, що випускні отвори горючої рідини заблоковані. Одночасно перші загони командос перебираються через насип, прямуючи за лінію фронту противника, щоб захопити піщані укриття, призначені для ведення танкового вогню. На півдні починається переправа плавучої бронетехніки.
- 14:20 Основні сили єгипетської артилерії відкривають вогонь прямим наведенням по укріпленнях лінії Барлева.
- 14:30 Висаджується перша хвиля єгипетської піхоти. Ізраїльські танки починають рух до каналу, але частина їх позицій вже зайнята єгиптянами, озброєними протитанковою артилерією.
- 14:45 Друга хвиля висаджується на східний берег каналу. Надалі вони будуть висаджуватися кожні 15 хвилин.
- 15:00 Взято першу укріплену смугу лінії Барлева. Взяті перші полонені. Ізраїльські ВПС завдали першого авіаудару.
- 15:30 Інженерні війська успішно промивають проходи.
- 16:30 Починається будівництво мостів і поромів.
- 17:30 Дванадцята хвиля переправилася через канал і подолала насип. Захоплений плацдарм 8 км в довжину і 3,5-4 км в ширину.
- 17:50 У глибині Синаю скидають 4 батальйони командос.
- 18:30 Відкрито перший прохід.
- 20:30 Починається рух бронетехніки по першому мосту.
- 01:00 7800 танків і 3000 одиниць бронетехніки форсували канал.

У ході операції об'єднаними зусиллями двох своїх армій єгипетські війська просунулися на 15 км вглиб синайської пустелі. Ізраїльський батальйон, який перебував на позиціях лінії Барлева, зіткнувся з силами, що переважали його в кілька разів. Батальйон був швидко розбитий, уцілів тільки один укріплений пункт під кодовою назвою «Будапешт», який так і не був узятий до кінця війни.

#### 8 жовтня
Командувач ізраїльського південного фронту Шмуель Гонен, що пробув на посаді лише 3 місяці після відставки генерала Аріеля Шарона, наказав бригаді Габі Аміра контратакувати єгиптян, що окопалися в районі Хізайон. Контратака в районі Хізайон була ризикованою, оскільки ізраїльські танки могли бути легко знищені вогнем єгипетських ПТКР, встановлених на зручних вогневих позиціях. Незважаючи на небажання Аміра, наказ був виконаний. У результаті наступу бригада Аміра зазнала втрат, а єгиптяни перейшли в контратаку, яка ближче до ночі була зупинена 143-ю танковою дивізією Аріеля Шарона, мобілізованого на південний фронт (Шарон залишився на цій посаді до закінчення війни). Після цього настала пауза. Протягом декількох днів жодна із сторін не робила серйозних і рішучих дій. Єгиптяни зупинилися, виконавши первинне завдання — форсування Суецького каналу і закріпившись на синайському березі. Ізраїльтяни зайняли гнучку оборону і чекали підходу резервів.

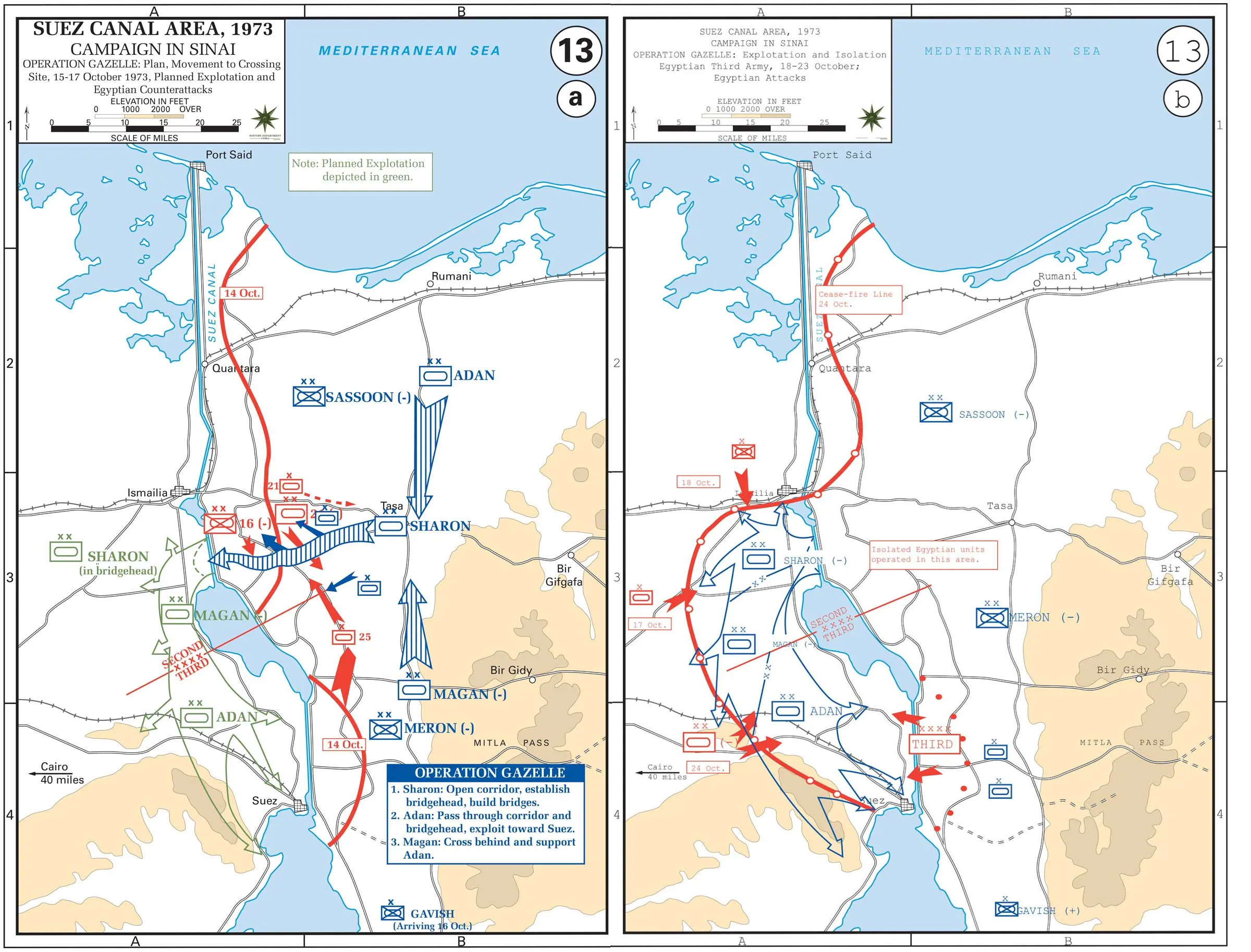
Бойові дії на синайському фронті з 15 по 24 жовтня

Начальник ізраїльського Генштабу Давид Ельазар змінив командувача Південного фронту: замість Гонена, який показав свою некомпетентність, він повернув на посаду знову мобілізованого Хаїма Бар-Лева. Тим часом, побоюючись, що зміна командувача під час війни погано позначиться на моральному дусі військ, Ельазар залишив Гонена на південному фронті на посаді начальника штабу при Бар-Леві.

#### 14 жовтня
Після кількох днів очікування Садат, бажаючи поліпшити становище сирійців, віддав наказ своїм генералам (в їх числі Сааду Ель Шазле і міністру оборони Ахмаду Ісмаїлу Алі) готувати наступ. Генерал Саад Ель Шазле писав у своїх мемуарах, що він виступав проти цього рішення і навіть говорив Садату, що дане рішення є найнебезпечнішою стратегічною помилкою. За версією генерала, саме відстоювання цієї позиції призвело до того, що його практично усунули від командування. Єгипетський наступ почався 14 жовтня. «Наступ єгиптян, наймасивніший з часів першого наступу в день Йом-Кіпур, виявився абсолютно невдалим, це був перший єгипетський промах з початку війни. Замість того, щоб, маневруючи, накопичувати бойову міць, вони, за винятком кидка через ваді, витратили сили на лобову атаку проти готових до неї ізраїльських бригад. Втрати єгиптян за той день склали приблизно 150—250 танків.»

#### 15 жовтня
15 жовтня ізраїльтяни почали операцію «Абір-Лев» («Відважні») — контратаку проти єгиптян і перетин Суецького каналу. Цей наступ виявив повну зміну тактики, яку здійснили ізраїльтяни, що раніше цілком покладалися на підтримку танків і авіації. Тепер ізраїльські піхотинці стали проникати на позиції єгипетських протитанкових батарей і батарей ППО, безсилих проти піхоти.
Дивізія, очолювана генерал-майором Аріелем Шароном, атакувала єгиптян північніше Великого Гіркого озера, поблизу Ісмаїлії. Ізраїльтянам вдалося знайти слабку ланку в обороні супротивника — на стику Другої єгипетської армії, що знаходилася північніше, і Третьої армії на півдні. В одній з найжорстокіших битв за всю війну, «бою за Китайську Ферму» (іригаційний проект на східній стороні каналу) ізраїльським військам вдалося прорвати оборону єгиптян і вийти на береги Суеца. Невеликий загін перетнув канал і почав наведення понтонного мосту на тому березі.

#### 16 жовтня
Протягом 24 годин солдати переправлялися через канал на надувних човнах без будь-якої додаткової механізованої підтримки. Проти єгипетської танкової загрози солдати були оснащені протитанковими ракетами M72 LAW. До того ж тепер, коли протиповітряна і протитанкова оборони єгиптян були нейтралізовані, піхота могла знову покладатися на танкову і повітряну потужність.
Перед війною, побоюючись того, що ізраїльтяни захочуть перетнути канал, країни Заходу вирішили не продавати Ізраїлю сучасні засоби для мостонаведення. Тому ізраїльтянам довелося відреставрувати застарілий понтонний міст часів Другої світової війни, придбаний на французькому звалищі старої військової техніки.

#### 17 жовтня
Після того як в ніч на 17 жовтня понтонний міст через Суецький канал був побудований, 163 дивізія Авраама Адана переправилася по ньому на єгипетську сторону і почала швидко просуватися на південь, щоб відрізати Третій єгипетській армії шляхи відступу і перервати лінії її постачання. У той же час дивізія вислала вперед особливі підрозділи для знищення єгипетських батарей ППО на схід від каналу. На 19 жовтня у ізраїльтян було вже чотири наведених понтонні мости. Під кінець війни ізраїльська армія була вже глибоко в тилу єгиптян. На момент підписання угоди про припинення вогню війська ЦАХАЛ були в 101 км від Каїра.

### Голанські висоти

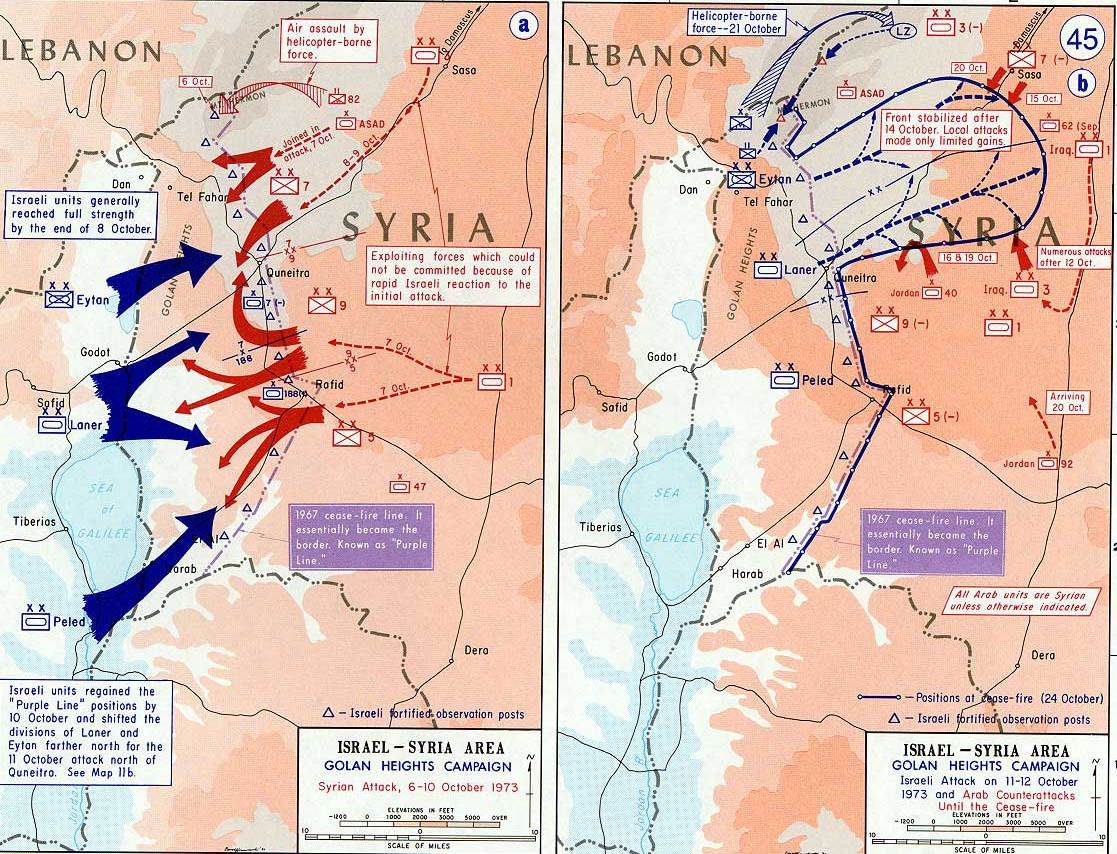
Бойові дії на сирійському фронті

На Голанських висотах до початку війни 180 ізраїльських танків протистояли приблизно 1300 сирійським. Сирійці силами п'яти дивізій і 188 батарей атакували ізраїльські позиції з двох бригад і одинадцяти артилерійських батарей та висадили вертолітний десант на горі Гермон, який захопив потужний радар і систему укріплень. Таким чином, всі ізраїльські танки, що знаходяться на плато, потрапили під перший удар, а система спостереження була нейтралізована.
Через близькість Голанських висот до центру країни ізраїльське командування приділяло особливу увагу боям на цьому фронті, оскільки бойові дії на Синайському півострові відбувалися досить далеко і тому не представляли для Ізраїлю такої небезпеки, яку представляли бої на Голанських висотах. Якби ізраїльська оборона на Голанах була прорвана, то сирійські війська через кілька годин без будь-яких перешкод опинилися б у самому центрі країни. Саме тому призвані резервісти негайно перекидалися на сирійський фронт. Через тяжкість становища резервістів «прикріплювали» до танків і посилали на фронт відразу ж після призову, не витрачаючи час на створення «органічних екіпажів», установку кулеметів на танках і регулювання танкових прицілів.
Так само, як і єгиптяни на Синаї, сирійці намагалися весь час залишатися під прикриттям своїх ракетних батарей ППО, і так само, як і єгиптяни, оснастили війська великою кількістю протитанкових установок, застосування яких, однак, виявилося не настільки успішним через горбистість ландшафту на театрі військових дій.
Сирійці очікували, що перекидання ізраїльських резервістів займе щонайменше добу. Тим часом, перші резервісти почали прибувати на Голанські висоти вже через 15 годин після початку війни.
По закінченні першого дня війни сирійці, які на той час чисельно переважали ізраїльтян числом 9:1, досягли певного успіху. Частина сирійських сил (танкова бригада) після подолання ізраїльського протитанкового рову звернула на північний захід і почала наступ маловикористовуваною дорогою, званою «нафтовою дорогою» (частина старого трансарабського нафтопроводу), яка діагонально розсікала Голанські висоти. «Нафтова дорога» мала найважливіше стратегічне значення: від місця сирійського прориву ізраїльських укріплень вона вела до Нафах, де знаходилося командування ізраїльської дивізії та перехрестя стратегічно важливих доріг. Вночі з першого на другий день війни лейтенант Цві Грінгольд, який щойно прибув на поле битви і не був прикріплений до жодного підрозділу, стримував своїм танком просування сирійської бригади, поки йому не прислали підкріплення. "Протягом 20 годин загін Цвіки, змінюючи позиції і маневруючи, воював з сирійцями — іноді один, іноді у складі більш великого загону, міняючи танки півдюжини разів, бо вони виходили з ладу через пошкодження. Він був поранений і отримав опіки, але залишався в строю і постійно з'являвся в найкритичніший момент з найнесподіваніших напрямків, змінюючи, таким чином, хід бою. За свої дії Цві Грінгольд був нагороджений вищою військовою нагородою Ізраїлю — медаллю «За героїзм».
Протягом чотирьох днів боїв 7-а ізраїльська танкова бригада під командуванням Януша Бен-Галя утримувала за собою ланцюг пагорбів на півночі Голан. Ці пагорби прикривали з півночі штаб дивізії в Нафах. За деяких досі невстановлених причин сирійці, які були близькі до захоплення Нафах, призупинили свій наступ на Нафах, дозволивши тим самим ізраїльтянам зміцнити свою лінію оборони. Найбільш вірогідним поясненням цього факту може бути те, що всі плани наступу у сирійців були прораховані спочатку, і ті просто не захотіли відходити від початкового плану дій.
На півдні Голан положення ізраїльтян було набагато гірше: 188-а танкова бригада «Барак», що займала позиції на рівнинній місцевості, зазнавала важких втрат. Командир бригади полковник Іцхак Бен-Шохам загинув на другий день битви разом зі своїм заступником і начальником оперативного відділу (кожен у своєму танку), коли сирійці відчайдушно рвалися до Тиверіадського озера і Нафаху. До цього моменту бригада припинила існувати як єдине з'єднання, однак, не зважаючи на це, вцілілі екіпажі на своїх танках продовжували боротися самотужки.
Ситуація на Голанських висотах почала докорінно змінюватися після того, як почали прибувати резервісти, які загальмували, а потім, починаючи з 8 жовтня, зупинили сирійський наступ. Невеликі за розміром, Голанські висоти не могли служити як територіальний буфер, як Синайський півострів на півдні, але вони показали себе серйозною стратегічною перешкодою, яка не дозволила сирійцям піддати бомбардуванню ізраїльські населені пункти, що знаходяться нижче. До середи 10 жовтня остання сирійська бойова одиниця була витіснена за «пурпурову лінію», тобто за передвоєнну лінію припинення вогню.
Після стабілізації фронту ізраїльтянам належало вирішити — просуватися вперед на сирійській території, або зупинитися на кордоні 1967 року. Весь день 10 жовтня ізраїльське командування обговорювало це питання. Багато військових стояли за припинення наступу, оскільки це, на їх погляд, дозволило б перекинути бойові частини на Синай (двома днями раніше Шмуель Гонен зазнав поразки у районі Хізайон). Інші підтримували наступ на сирійській території в напрямку Дамаска: цей крок вибивав би Сирію з війни і зміцнив би статус Ізраїлю як регіональної наддержави. Противники наступу заперечували, що на сирійській території є безліч потужних оборонних укріплень — протитанкових ровів, мінних полів і дотів, тому у випадку, якщо сирійці відновлять атаки, буде зручніше оборонятися, використовуючи переваги Голанських висот, ніж на рівнинній сирійської місцевості. Крапку в суперечці поставила прем'єр-міністр Голда Меїр: «Перекидання дивізії на Синай зайняла б чотири дні. Якби війна закінчилася в цей час, то вона закінчилася б територіальними втратами Ізраїлю на Синаї і без будь-якої переваги на півночі — тобто, повною поразкою. Це рішення стало політичним і було твердим — перейти „пурпурову лінію“… Наступ було заплановано наступного дня, четвер, 11 жовтня».
З 11 по 14 жовтня ізраїльські війська просунулися углиб сирійській території, захопивши територію площею 32 квадратних кілометри. З нових позицій важка артилерія вже могла обстрілювати Дамаск, що знаходився в 40 км від військ.
«У міру того, як положення арабів ставало все гірше, все більший тиск чинився на короля Йорданії Хуссейна з тим, щоб той вступив у війну. Він знайшов оригінальний спосіб поступитися тиску, не наражаючись, однак, на можливі повітряні атаки ізраїльтян. Замість того, щоб атакувати ізраїльтян на спільному кордоні, він послав експедиційний корпус до Сирії. Через посередників в ООН він також дав зрозуміти ізраїльтянам про ці наміри в надії, що Ізраїль не прийме це як привід до війни, який виправдовує напад на Йорданію… Моше Даян не дав ніяких запевнень, однак відкривати новий фронт в Ізраїлі ніхто не хотів».
Ірак також послав на Голани свої експедиційні сили у складі 30,000 солдатів, 500 танків і 700 бронетранспортерів. Іракські дивізії виявилися неприємним стратегічним сюрпризом для ізраїльтян, які очікували, що будуть сповіщені розвідкою про подібні переміщеннях з точністю до доби. Іракські війська атакували виступ на південному фланзі ізраїльтян, змусивши останніх відступити на кілька кілометрів, щоб уникнути оточення. Контратаки сирійських, іракських і йорданських військ зупинили просування ізраїльської армії, але не змогли вибити ізраїльтян із захопленого району Башан.
22 жовтня, після серйозних втрат від вогню сирійських снайперів, бійці бригади Голані і командос Саєрет Маткал відвоювали радар і раніше втрачені укріплення на горі Гермон.

### Війна на морі

Схема маневрування в бою біля Латакії

Морський бій при Латакії — порівняно невелика, але багато в чому революційна подія, відбулася 7 жовтня, на другий день війни. Результатом битви стала перемога ізраїльського флоту. В бою було знищено 5 сирійських ракетних катерів. Також була доведена дієздатність такого виду зброї, як оснащені засобами електронного захисту невеликі ракетні катери. Це був перший в світі бій між ракетними катерами, оснащеними ракетами типу «поверхня-поверхня». Битва також підкреслила престиж ВМС Ізраїлю, які довгий час вважалися «темною конячкою» ізраїльської армії, і виділила їх значення, як незалежної та ефективної сили. Через це і деяких інших битв сирійський і єгипетський флоти протягом всієї війни не покидали своїх середземноморських баз, залишивши таким чином ізраїльські морські комунікації відкритими.
Менш успішними виявилися спроби прориву ізраїльським флотом єгипетської блокади Червоного моря. Ізраїль не володів на Червоному морі необхідною для прориву кількістю ракетних катерів. Згодом армійське керівництво сильно жалкувало про свою тодішню необачність.
Ще кілька разів за час війни ізраїльський флот робив невеликі рейди по єгипетських портах, в цих операціях брали участь коммандос тринадцятої флотилії. Метою рейдів було знищення човнів, використовуваних єгиптянами для перекидання власних командос в тил Ізраїлю. В цілому, ці дії мали невеликий ефект і мало відбилися на ході війни.

### Участь інших держав
Крім Єгипту, Сирії та Іраку інші арабські країни брали участь у війні, надаючи фінансування і поставляючи зброю. Повна сума підтримки досі не встановлена.
Саудівська Аравія і Кувейт надали фінансову допомогу і відрядили війська для участі в конфлікті. Марокко послало на фронт три бригади, в рядах арабських військ також було багато палестинців. Пакистан послав на фронт шістнадцять пілотів.
З 1971 по 1973 роки Лівія поставляла Єгипту винищувачі «Міраж», а також надала допомогу у розмірі 1 млрд доларів на підготовку до війни. Алжир відрядив ескадрильї винищувачів і бомбардувальників, бригади солдатів і танки. Туніс відрядив близько 1000 солдатів, які воювали разом з єгиптянами в дельті Нілу, Судан відрядив 3500 солдатів.
Куба також відрядила приблизно 1500 солдатів, включаючи екіпажі танків і вертольотів, які також взяли участь у військових діях проти ізраїльської армії.
Радянський Союз поставив переважну частину військового спорядження для арабських країн. СРСР вже 7 жовтня 1973 року розпочав поставляти зброю і спорядження в Єгипет і Сирію морем, а 10 жовтня 1973 року почалися поставки повітрям. Для забезпечення безпеки радянських транспортів був сформований загін радянських бойових кораблів, які конвоювали транспорти. У Середземне море також були спрямовані радянські підводні човни.
До берегів Єгипту була направлена група радянських військових кораблів з десантом на борту. Його передбачалося висадити в Порт-Саїді, щоб організувати оборону цього міста і не допустити його захоплення ізраїльськими військами до прибуття повітряно-десантної дивізії з Союзу. Однак при вході ескадри в Порт-Саїд надійшов наказ про скасування цієї операції.
Крім того, в Єгипет була направлена група радянських льотчиків, які на «МіГ-25» проводили аерофоторозвідку.
СРСР поставив арабській стороні конфлікту велику кількість зенітно-ракетного озброєння: ЗРК «Куб», ПЗРК «Стріла-2», зенітну артилерію.
12 жовтня 1973 США через військову авіабазу «Лажеш», що на португальському острові Терсейра, до аеропорту Бен-Гуріон розпочали повітряну військово-транспортну операцію з постачання військового спорядження Ізраїлю.

## Припинення вогню
До 24 жовтня ізраїльтяни значно покращили свої позиції та завершили оточення третьої армії Єгипту та міста Суец. Цей розвиток призвів до напруженості між Сполученими Штатами та Радянським Союзом, і друге припинення вогню було запроваджене 25 жовтня, яке і закінчило війну.

## Втрати

### СРСР
Точні дані радянських втрат невідомі. Тільки після розпаду Радянського Союзу стала відома частина імен загиблих. Офіційних даних досі не оприлюднено. Невідома кількість поранених. Втрати радянської сторони в техніці ґрунтуються лише на часткових даних ізраїльської сторони, але з поширенням Інтернету з'являються публікації спогадів ветеранів, які проливають світло на питання про обсяги радянських втрат. Згідно з цими даними, у період, що розглядається, в період війни загинули 2 військові радники. 9 жовтня 1973 р. під час бомбардування Дамаска було зруйновано радянський культурний центр. Внаслідок нальоту було понад 200 убитих серед радянських та сирійських громадян. Серед жертв була завідувачка курсів російської мови при культурному центрі та ветеранка Другої Світової війни Олександра Калінічева.

## Наслідки війни

### Післявоєнна політична криза в Ізраїлі
Через чотири місяці після закінчення війни в Ізраїлі почалися антиурядові акції протесту. Очолив протест Моті Ашкеназі, командир укріпленого пункту «Будапешт» — єдиного укріплення на Синаї, яке не було захоплене єгиптянами на початку війни. Невдоволення урядом (і, особливо, Моше Даян) зростало. Шимон Агранат, голова верховного суду, був призначений головою комісії з розслідування причин військових невдач на початку війни і неготовності до неї.
Перші висновки комісії були опубліковані 2 квітня 1974. Шістьох осіб було визнано відповідальними за невдачі:
- Начальника Генерального штабу АОІ Давида Елазара було рекомендовано відсторонити від посади після того, як комісія визнала його таким, що «несе особисту відповідальність за оцінку ситуації і готовність армії до війни».
- Начальника військової розвідки «Аман», генерала Елі Зейра та його заступника, генерала Ар'є Шалева, було рекомендовано відсторонити від посади.
- Начальника єгипетського відділу у військовій розвідці підполковника Бандмана і начальника розвідки Південного округу підполковника Гедалія було рекомендовано усунути з посад, пов'язаних з розвідкою.
- Колишнього командувача Південним фронтом Шмуеля Гонена було рекомендовано відправити у запас. Пізніше, після повної публікації звіту комісії Аграната, яка відбулась 30 січня 1975, генералу довелося залишити армію, оскільки комісія визнала, що він «виявився нездатним адекватно виконувати свої службові обов'язки і тому відповідальний за небезпечну ситуацію, в яку потрапили наші війська».

Замість того, щоб вгамувати народне невдоволення, звіт тільки підсилив його. Незважаючи на те, що імена Голди Меїр і Моше Даяна в звіті не згадуються, і вони були ніби очищені від звинувачень, все гучніше лунали вимоги відставки прем'єра, і особливо Моше Даяна.
Зрештою, 11 квітня 1974 року Голда Меїр пішла у відставку. За нею пішов весь кабінет, включаючи Даяна, який у минулому двічі просив про відставку і двічі отримував відмову від Голди Меїр. Новим главою уряду, сформованого в червні того ж року, став Іцхак Рабін, який під час війни був неофіційним радником при Елазарі.